# Constantinos Soupliotis
Constantinos Soupliotis (Volos; 4 de enero de 1933-Montreal; 29 de enero de 2017) fue un árbitro de fútbol canadiense nacido en Grecia.

## Trayectoria
En 1953 empezó a arbitrar y se mudó a Montreal, Canadá, en 1969, arbitrando por 28 años un total de 2072 partidos profesionales, 16 años en Grecia y 12 en Canadá.
Fue de nivel internacional, desde 1975 hasta su retiro en 1980, estando en los Juegos Panamericanos de San Juan 1979 y las eliminatorias de Concacaf para la Mundial de 1982.